# Alanganallur
Alanganallur é uma panchayat (vila) no distrito de Madurai, no estado indiano de Tamil Nadu.

## Geografia
Alanganallur está localizada a 10° 04′ N, 78° 03′ L. Tem uma altitude média de 185 metros (606 pés).

## Demografia
Segundo o censo de 2001,  Alanganallur  tinha uma população de 11,064 habitantes. Os indivíduos do sexo masculino constituem 50% da população e os do sexo feminino 50%. Alanganallur tem uma taxa de literacia de 60%, superior à média nacional de 59.5%; com 58% para o sexo masculino e 42% para o sexo feminino. 12% da população está abaixo dos 6 anos de idade.